# Marz‘āvī
Marz‘āvī (persiska: Mazerāvī, مرزعاوی) är en ort i Iran.   Den ligger i provinsen Khuzestan, i den västra delen av landet, 600 km söder om huvudstaden Teheran. Marz‘āvī ligger 8 meter över havet och antalet invånare är 104.
Terrängen runt Marz‘āvī är mycket platt. Runt Marz‘āvī är det ganska tätbefolkat, med 54 invånare per kvadratkilometer. Närmaste större samhälle är Shādegān, 8,2 km sydväst om Marz‘āvī. Trakten runt Marz‘āvī är ofruktbar med lite eller ingen växtlighet.